# Tucho Aguirre
Tucho Aguirre, nombre con el que es conocido el cantante Miguel Ángel Aguirre (n ca. 1945), es un cantante de música folklórica de Argentina, con registro de tenor. En la década de 1970 integró el grupo Madrigal, dirigido por el ex trovadores Damián Sánchez. En 1980 ingresó al grupo Los Trovadores en reemplazo de Francisco Romero y se retiró en 1983, reemplazado por Amílcar Scalisi, grabando en ese período tres álbumes con el grupo.

## Trayectoria
Los Trovadores son uno de los grupos que se destacaron por influir profundamente en la renovación de la música folklórica de Argentina durante la década de 1960, consagrándose en el Festival de Cosquín en 1963.
Tucho Aguirre se integró al grupo en 1980 en reemplazo de "Pancho" Romero una de las voces emblemáticas de Los Trovadores. Se trató de un momento de cambio radical del grupo, profundizado con el retiro del otro tenor histórico, Carlos Pino, en 1982.
Apareció entonces un nuevo quinteto formado por "Quito" Figueroa, Ramón "Chiquito" Catramboni, Miguel Ángel Aguirre, Enzo Giraudo y Carlos Fredi. En esta etapa el grupo cambió el cancionero incorporando temas vinculados el contenido de recuperación de la democracia y a formas renovadas de la interpretación del folklore. Graban los álbumes Todavía cantamos (1982), Imagínalo (1983). En ese último año Aguirre se retiró del grupo siendo reemplazado por Poppy Scalisi.

## Obra

### Álbumes

#### Con Madrigal
1. Madrigal, 1973

#### Con Los Trovadores
1. Canciones, CBS, 1980
2. Todavía cantamos, CBS, 1982
3. Imagínalo, CBS, 1983